# Памятники исторической мысли
«Па́мятники истори́ческой мы́сли» — книжная серия, основанная в 1966 году Академией наук СССР. Выходит в издательстве «Наука» (Москва) и его ленинградском отделении с 1972 года.
Председатели редакционной коллегии: акад. А. А. Губер (1966—1971), акад. Л. В. Черепнин (1972—1977), акад. Е. М. Жуков (1978—1980), акад. А. М. Самсонов (1981—1992), д.и.н. В. И. Уколова (1993—2016), чл.-корр. РАН П. Ю. Уваров (с 2016). Книги издаются двух форматов — среднего и крупного; несколько книг выпущено в мягких обложках.

## Состав серии

### 1972
- Геродот. История / Пер., прим. Г. А. Стратановского. — М.: Наука, 1972. — 600 с. — 50 000 экз.

### 1973
- Никколо Макьявелли. История Флоренции / Пер. Н. Я. Рыковой. Общ. ред., послесл. и комм. В. И. Рутенбурга. — Л.: Наука (Ленинградское отделение), 1973. — 439 с. — 50 000 экз.
- Марк Блок. Апология истории / Пер. с франц. Е. М. Лысенко. — М.: Наука, 1973. — 232 с. — 21 500 экз.

### 1977
- Готфрид Иоган Гердер. Идеи к философии истории человечества / Пер., прим. А. В. Михайлова. Отв. ред. А. В. Гулыга. — М.: Наука, 1977. — 703 с. — 50 000 экз.

### 1978
- Болингброк Генри. Письма об изучении и пользе истории / Пер. с англ. С. М. Берковской, А. Т. Парфенова, А. С. Розенцвейга. Отв. ред. М. А. Барг. — М.: Наука, 1978. — 360 с. — 50 000 экз.
- История в энциклопедии Дидро и Д’аламбера / Пер. и прим. Н. В. Ревуненковой. Отв. ред. А. Д. Люблинская. — Л.: Наука (Ленинградское отделение), 1978. — 312 с. — 25 000 экз.
- Михаил Пселл. Хронография / Пер. и комм. Я. Н. Любарского. — М.: Наука, 1978. — 320 с. — 52 700 экз.

### 1979
- Кропоткин П. А. Великая Французская революция 1789—1793. / Под ред. Е. В. Старостина. — М.: Наука, 1979. — 576 с. — 43 700 экз.

### 1980
- Р. Дж. Коллингвуд. Идея истории. Автобиография / Пер. и комм. Ю. А. Асеева. Отв. ред. И. С. Кон, М. А. Киссель. — М.: Наука, 1980. — 486 с. — 42 000 экз.

### 1981
- Гай Саллюстий Крисп. Сочинения / Пер., ст., комм. В. О. Горенштейна. Отв. ред. Е. М. Штаерман. — М.: Наука, 1981. — 222 с. — 150 000 экз.

### 1984
- Соловьёв С. М. Публичные чтения о Петре Великом / Под ред. В. И. Буганова. — М.: Наука, 1984. — 231 с. — 100 000 экз.

### 1986
- Марк Блок. Апология истории / Пер. с франц. Е. М. Лысенко. — 2-е изд., доп. — М.: Наука, 1986. — 256 с. — 50 000 экз.
- Робер де Клари. Завоевание Константинополя / Пер., ст. и комм. М. А. Заборова. Отв. ред. З. В. Удальцова. — М.: Наука, 1986. — 176 с. — 100 000 экз. (обл.)
- Филипп де Коммин. Мемуары / Пер., ст. и прим. Ю. П. Малинина. — М.: Наука, 1986. — 496, [2] с. — 100 000 экз. (в пер.)

### 1987
- Грановский Т. Н. Лекции по истории Средневековья / Сост. А. С. Осиновская. — М.: Наука, 1987. — 432 с. — 80 000 экз.
- Никколо Макьявелли. История Флоренции / Пер. Н. Я. Рыковой. Общ. ред., послесл. и комм. В. И. Рутенбурга. — 2-е изд. — М.: Наука, 1987. — 446 с. — 50 000 экз.

### 1988
- Лев Диакон. История / Пер. М. М. Копыленко, комм. М. Я. Сюзюмова. — М.: Наука, 1988. — 240 с. — 50 000 экз. — ISBN 5-02-008918-4.
- Павлов-Сильванский Н. П. Феодализм в России / Отв. ред. С. О. Шмидт. Ст. С. О. Шмидта и С. В. Чиркова. Прим. С. В. Чиркова. — М.: Наука, 1988. — 696, [2] с. — 35 000 экз. — ISBN 5-02-008914-1. (в пер.)
- Хёйзинга Йохан. Осень Средневековья / Пер. Д. В. Сильвестрова. Отв. ред. С. С. Аверинцев. — М.: Наука, 1988. — 544 с. — 45 000 экз. — ISBN 5-02-008934-6.

### 1989
- Благоев Д. Очерки истории социализма в Болгарии / Пер., ст. и комм. А. С. Бейлиса. — М.: Наука, 1989. — 490 с. — 1 800 экз. — ISBN 5-02-009948-1.
- Тит Ливий. История Рима от основания города: В 3-х томах / Отв. ред. Е. С. Голубцова. — Т. 1. — М.: Наука, 1989. — 576 с. — 100 000 экз. — ISBN 5-02-008995-8.

### 1990
- Ф. Бэкон. История правления короля Генриха VII / Пер. с англ. В. Р. Рокитянского, Н. А. Фёдорова, А. Э. Яврумяна. Под ред. М. А. Барга. — М.: Наука, 1990. — 324 с. — 25 000 экз. — ISBN 5-02-008973-7.
- Томас Джефферсон. Автобиография. Заметки о штате Виргиния / Пер. В. М. Большакова. Под ред. А. А. Фурсенко. — М.: Наука, 1990. — 315 с. — 32 000 экз. — ISBN 5-02-027300-7.
- Лызлов А. Скифская история / Подг. текста, комм., указ. А. П. Богданов. Отв. ред. Е. В. Чистякова. — М.: Наука, 1990. — 520 с. — 5 000 экз. — ISBN 5-02-009645-8.

### 1991
- Кудрявцев П. Н. Лекции. Сочинения. Избранное / Сост. А. С. Осиновская. — М.: Наука, 1991. — 344 с. — 25 000 экз. — ISBN 5-02-009065-4.
- Тит Ливий. История Рима от основания города. В 3-х томах / Отв. ред. Е. С. Голубцова. — Т. 2. — М.: Наука, 1991. — 520 с. — 50 000 экз. — ISBN 5-02-008951-6.
- Люсьен Февр. Бои за историю / Пер. А. А. Бобовича, М. А. Бобовича, Ю. Н. Стефанова. Ст. А. Я. Гуревича. Комм. Д. Э. Харитоновича. — М.: Наука, 1991. — 630 с. — 13 000 экз. — ISBN 5-02-009042-5.

### 1993
- Жоффруа де Виллардуэн. Завоевание Константинополя / Пер., ст. и комм. М. А. Заборова. — М.: Наука, 1993. — 296 с. — 8 000 экз. — ISBN 5-02-008959-1.
- Геродот. История / Пер., прим. Г. А. Стратановского. — М.: НИЦ «Ладомир», 1993. — 600 с. — 15 000 экз. — ISBN 5-86218-026-5. (Репринт. воспроизведение издания 1972 г. В предисловии изложены планы публикации памятников на 1990-2000-е гг.).
- Габриэль Бонно де Мабли. Об изучении истории. О том, как писать историю / Пер., ст., комм. С. Н. Искюля. — М.: Наука, 1993. — 414 с. — 5 000 экз. — ISBN 5-02-009101-4.
- Пресняков А. Е. Княжое право в Древней Руси. Лекции по русской истории / Подг. текста, ст. и прим. М. Б. Свердлова. — М.: Наука, 1993. — 636 с. — 10 000 экз. — ISBN 5-02-009526-5.
- Прокопий Кесарийский. Война с вандалами. Война с персами. Тайная история / Пер., ст., комм. А. А. Чекаловой. — М.: Наука, 1993. — 570 с. — 15 000 экз. — ISBN 5-02-009494-3.

### 1994
- Демосфен. Речи / Пер. В. Г. Боруховича, М. Н. Ботвинника и др. Отв. ред. Е. С. Голубцова, Л. П. Маринович, Э. Д. Фролов.  — Т. 1. — М.: Изд-во «Памятники исторической мысли», 1994. — 608 с. — 20 000 экз. — ISBN 5-88451-008-X, 5-88451-005-5.
- Демосфен. Речи / Пер. В. Г. Боруховича, М. Н. Ботвинника и др. Отв. ред. Е. С. Голубцова, Л. П. Маринович, Э. Д. Фролов. — Т. 2. — М.: Изд-во «Памятники исторической мысли», 1994. — 544 с. — 20 000 экз. — ISBN 5-88451-006-3, 5-88451-005-5.
- Тит Ливий. История Рима от основания города: В 3-х томах  / Отв. ред. Е. С. Голубцова. — Т. 3. — М.: Наука, 1994. — 768 с. — 12 000 экз. — ISBN 5-02-008959-1.
- Страбон. География в 17 книгах / Пер., прим. Г. А. Стратановского. — М.: НИЦ «Ладомир», 1994. — 944 с. — 5000 экз. — ISBN 5-86218-054-0. (в пер.) (Репринтное воспроизведение текста издания 1964 года из серии Классики науки).

### 1995
- Платонов С. Ф. Очерки по истории Смуты в Московском государстве XVI—XVII вв. / Отв. ред. Я. Н. Щапов.  — М.: Изд-во «Памятники исторической мысли», 1995. — 476 с. — 8 000 экз. — ISBN 5-88451-007-1.

### 1996
- Демосфен. Речи / Пер. и комм. С. И. Радцига. Отв. ред. Е. С. Голубцова, Л. П. Маринович, Э. Д. Фролов. — Т. 3. — М.: Наука, 1996. — 624 с. — 3 500 экз. — ISBN 5-88451-012-8, 5-88451-005-5, 5-7695-0091-3.
- Миллер Г. Ф. Сочинения по истории России. Избранное / Сост., ст., прим. А. Б. Каменского. — М.: Наука, 1996. — 447 с. — 5 000 экз. — ISBN 5-02-009637-7.

### 1997
- Виллани Дж. Новая хроника, или история Флоренции / Пер., ст. и прим. М. А. Юсима. — М.: Наука, 1997. — 550 с. — 2 250 экз. — ISBN 5-02-009090-5.

### 1998
- Аппиан Александрийский. Римская история / Пер. С. П. Кондратьева, С. А. Жебелёва и др. Отв. ред. Е. С. Голубцова. — М.: Наука, 1998. — 726 с. — 1 000 экз. — ISBN 5-02-010146-X.

### 2000
- Жан Боден. Метод легкого познания истории / Пер., ст., прим. М. С. Бобковой. — М.: Наука, 2000. — 412 с. — 1 700 экз. — ISBN 5-02-008714-9.
- Юхан Видекинд. История десятилетней шведско-московитской войны / Пер. С. А. Аннинского, А. М. Александрова. Под ред. В. Л. Янина, А. Л. Хорошкевич. — М.: Изд-во «Памятники исторической мысли», 2000. — 654 с. — 1 200 экз. — ISBN 5-88451-094-2. (Нет рекомендации к печати Редколлегии серии «Памятники исторической мысли».)
- Патрик Гордон. Дневник. 1635—1659 / Пер. с англ., статья и примеч. Д. Г. Федосова. — М.: Наука, 2000. — 272 с. — 2 350 экз. (допечатка 640 экз. в 2003 году). — ISBN 5-02-008716-5.

### 2002
- Патрик Гордон. Дневник. 1659—1667 / Пер. с англ., статья и примеч. Д. Г. Федосова. — М.: Наука, 2002. — 314 с. — 1 150 экз. (допечатка 600 экз. в 2003 году). — ISBN 5-02-008837-4.
- Хроника Энгельбректа / Пер., послесл. и комм. А. Д. Щеглова. Отв. ред. А. А. Сванидзе. — М.: Наука, 2002. — 164 с. — 650 экз. (допечатка 1 100 экз. в 2003 году). — ISBN 5-02-008860-9.

### 2004
- Гистория Свейской войны (Поденная записка Петра Великого): В 2-х вып. / Сост. Т. С. Майкова. Под ред. А. А. Преображенского. — Вып. 1. — М.: Кругъ, 2004. — 632 с. — 1 000 экз. — ISBN 5-7396-0009-X.
- Гистория Свейской войны (Поденная записка Петра Великого): В 2-х вып. / Сост. Т. С. Майкова. Под ред. А. А. Преображенского. — Вып. 2. — М.: Кругъ, 2004. — 656 с. — 1 000 экз. — ISBN 5-7396-0009-X.

### 2005
- Патрик Гордон. Дневник. 1677—1678 / Пер. с англ., статья и примеч. Д. Г. Федосова. — М.: Наука, 2005. — 233 с. — 1 500 экз. — ISBN 5-02-009861-2.

### 2009
- Патрик Гордон. Дневник. 1684—1689 / Пер. с англ., статья и примеч. Д. Г. Федосова. — М.: Наука, 2009. — 339 с. — 1 300 экз. — ISBN 978-5-02-037003-6.

### 2012
- Петри Олаус. Шведская хроника / Пер., послесл. и комм. А. Д. Щеглова. Отв. ред. А. А. Сванидзе. — М.: Наука, 2012. — 424 с. — 925 экз. — ISBN 978-5-02-038032-5. (в пер.)

### 2014
- Патрик Гордон. Дневник. 1690—1695 / Пер. с англ., статья и примеч. Д. Г. Федосова; Отв. ред. М. Р. Рыженков. — М.: Наука, 2014. — 624, [2] с. — 740 экз. — ISBN 978-5-02-038041-7. (в пер.)

### 2018
- Патрик Гордон. Дневник. 1696—1698 / Пер. с англ., статья и примеч. Д. Г. Федосова; Отв. ред. М. Р. Рыженков. — М.: Наука, 2018. — 326 с. — ISBN 978-5-02-040036-8. (в пер.)

### 2019
- Виллани Дж. Новая хроника, или история Флоренции / Пер., ст. и примеч. М. А. Юсима. — 2-е изд., испр. и доп. — СПб.: Наука, 2019. — 616 с. — 700 экз. — ISBN 978-5-02-038249-7. (в пер.)

### 2021
- Кошон Пьер. Нормандская хроника / Пер., ст. и примеч. М. В. Аникиева. — СПб.: Наука, 2021. — 782 с. — 1 000 экз. — ISBN 978-5-02-040496-0. (в пер.)

### 2022
- Диодор Сицилийский. Историческая библиотека / Пер., ст. и примеч. О.П. Цыбенко. — СПб.: Наука, 2022. — Т. 1. — 674 [1] с. — 500 экз. — ISBN 978-5-02-040483-0. (в пер.)

### 2023
- Эккехард. Истории монастыря Санкт-Галлен / Пер., ст. и примеч. С. В. Иванова. — СПб.: Наука, 2023. — 312 с. — 500 экз. — ISBN 978-5-02-040474-8. (в пер.)
- Энрико Катерино Давила. История Гражданских войн во Франции / Пер. Р. Л. Шмаракова. — СПб.: Наука, 2023. — Т. 1. — 567 с. — 600 экз. — ISBN 978-5-02-040283-6. (в пер.)

### 2024
- Эйнхард. Жизнь Карла Великого. Перенесение и чудеса святых Марцеллина и Петра / Пер. Р. Л. Шмаракова, О. С. Воскобойникова. Ст., комм. А. И. Сидорова. — СПб.: Наука, 2024. — 368 с. — 700 экз. — ISBN 978-5-02-040463-2.

### 2025
- Ерофеев Н. А. Десять лекций по методологии истории / изд. подгот. П. Ю. Уваров, С. Г. Кцоева. — СПб.: Наука, 2025. — 364 с. — 500 экз. — ISBN 978-5-02-040550-9.
- Энрико Катерино Давила. История Гражданских войн во Франции / Пер. Р. Л. Шмаракова, коммент. В. В. Шишкина, С. М. Рябова, Д. Ю. Кирсанова. — СПб.: Наука, 2025. — Т. 2. — 511 с. — 700 экз. — ISBN 978-5-02-040548-6.